# Eternal Tours
「Eternal Tours」（エターナル・ツアーズ）は、スフィアの楽曲。畑亜貴が作詞、黒須克彦が作曲を手掛けた。スフィアの14枚目のシングルとして2014年2月26日にGloryHeavenから発売された。

## 音楽性
本曲は、スフィア結成5周年のためのアニバーサリーソングとして制作された。そのため「A.T.M.O.S.P.H.E.R.E」に代表される初期の楽曲を彷彿とさせ、かつ初期のスフィアと最近のスフィアを合わせたような疾走感のある前向きな曲に仕上がっている。なおタイトルに「ツアー」が入っていることから、ライブを意識したワクワクする要素も取り入れられている。ちなみに高垣彩陽はレコーディング時、ファンへの感謝と今後の抱負を込めて歌ったという。
PVでは、本作が初となるプロジェクションマッピングを駆使しての撮影が試みられた。

## シングルリリース
2014年2月26日にGloryHeavenから発売された。スフィアのシングルとしては前作「Sticking Places」から約3か月ぶりのリリースとなる。
販売形態はType A（LASM-4160/1）・Type B（LASM-4162/3）・Type C（LASM-4164/5）・Type D（LASM-4166/7）の4種リリースのCD+DVD仕様で、DVDには本曲のPVおよび各形態毎のメイキングが収録されている。ジャケットのメンバーの背後には歴代作品のジャケットの一部が額縁に飾られている。なお撮影は川沿いのスタジオで行われた。
2曲目「Sincerely」は、タイトルと長さこそ同一だが、曲調が各形態とも微妙に異なっている。

## シングル収録内容
| #         | タイトル                                                                                            | 作詞      | 作曲      | 編曲      | 時間  |
| --------- | --------------------------------------------------------------------------------------------------- | --------- | --------- | --------- | ----- |
| 1.        | 「Eternal Tours」                                                                                   | 畑亜貴    | 黒須克彦  | 黒須克彦  | 4:07  |
| 2.        | 「Sincerely」(〈作詞協力〉 Type A：寿美菜子、 Type B：高垣彩陽、 Type C：戸松遥、 Type D：豊崎愛生) | rino      | rino      | 長田直之  | 5:51  |
| 3.        | 「Eternal Tours（Off Vocal）」                                                                      |           |           |           | 4:07  |
| 4.        | 「Sincerely（Off Vocal）」                                                                          |           |           |           | 5:50  |
| 合計時間: | 合計時間:                                                                                           | 合計時間: | 合計時間: | 合計時間: | 19:57 |

| #  | タイトル                                                                                               | 作詞 | 作曲・編曲 |
| -- | --- | ---- | ---------- |
| 1. | 「Eternal Tours」(Music Video Clip)                                                                    |      |            |
| 2. | 「Making」(〈インタビュアー〉 Type A：寿美菜子、 Type B：高垣彩陽、 Type C：戸松遥、 Type D：豊崎愛生) |      |            |

## チャート
| チャート（2014年）                | 最高位 |
| --------------------------------- | ------ |
| オリコン                          | 6      |
| Billboard JAPAN Hot 100           | 30     |
| Billboard JAPAN Hot Animation     | 1      |
| Billboard JAPAN Hot Singles Sales | 4      |